# 그랜드 테이블
그랜드 테이블(영어: GrandTable)은 대한민국 청담동 소재의 레스토랑을 중심으로 한 레스토랑 협회이며, 총 회원사는 18개사이다.

## 회원사
- 까사 델 비노
- 그릴 에이치
- 딘타이펑
- 뒤샹
- 라쿠치나
- 미피아체
- 빠진
- 시안
- 시즌스
- 아데나 가든
- 얌 차이나
- 에이 오 씨
- 용수산
- 원스 인 어 블루 문
- 카페 티
- 콰이 19 라운지
- 타니
- 타니 넥스트 노어